# Evil Baby
Pour plus de détails, voir Fiche technique et Distribution.
Evil Baby (I Don't Want to Be Born) est un film d'horreur britannique réalisé par Peter Sasdy sorti en 1975

## Synopsis
La jeune Lucy Carlesi, une ex-entraîneuse, met au monde, non sans difficultés un bébé qui montre rapidement des signes d'agressivité. Elle se souvient alors qu'il y a un certain temps, elle avait repoussé les avances d'un partenaire, un étrange nain obsédé sexuel, qui l'avait maudite. Quand une nonne, Sœur Albana, décide de bénir l'enfant, il se met à crier et commence à causer des morts affreuses. Sœur Albana doit alors faire face au nain démoniaque pour sauver l'âme du bébé.

## Fiche technique
- Titre original : I Don't Want to Be Born
- Titre français : Evil Baby
- Réalisation : Peter Sasdy
- Musique : Ron Grainer
- Société de production :
- Société de distribution :
- Pays d'origine :  Royaume-Uni
- Durée : 95 minutes
- Dates de sortie :
  - Royaume-Uni : mai 1975
  - France : avril 1975 : (Paris International Fantastic Film Festival) [1]

## Distribution
| - Joan Collins : Lucy Carlesi - Ralph Bates : Gino Carlesi - Eileen Atkins : Sister Albana - Donald Pleasence : Docteur Finch - Hilary Mason : Mrs. Hyde - Caroline Munro : Mandy Gregory - John Steiner : Tommy Morris | - George Claydon : Hercules - Janet Key : Jill Fletcher - Derek Benfield : un inspecteur de police - Stanley Lebor : un sergent de police - Judy Buxton : Sheila - Andrew Secombe : Delivery Boy - Floella Benjamin : une infirmière |